# Lista över rollfigurer i Sunes universum
Lista över rollfigurer i Sunes universum av Anders Jacobsson och Sören Olsson omfattar de rollfigurer, främst människor och ibland även djur, som tillsammans utgör Sunes universum främst i radioserien-böckerna, men även TV-serier och filmer. Huvudfamiljerna utgörs av familjerna Andersson och Blixt. Även Sunes klasskamrater är vanligt förekommande.

## Familjen Andersson

### Anna Andersson
Anna Andersson är en flicka som är Sunes storasyster, och fyra år äldre än Sune. Hon går i femte klass när Sune går i första klass i Sagan om Sune, och utvecklas snart till en tonårsflicka i kommande böcker. Sune tycker hon sjunger bra. I film- och TV-versioner av berättelserna om Sune och Håkan har hon spelats av Nina Almlöf, Emma Engström, Hanna Elffors Elfström och Tea Stjärne.

### Håkan Andersson
Håkan Andersson är Sunes lillebror, och fyra år yngre än Sune. Sune tycker mest han är jobbig. Runt år 2000 började författarna experimentera med olika spinoffvarianter där Håkan själv gjorts till huvudperson. I film- och TV-versioner av berättelserna om Sune och Håkan har han spelats av Gabriel Odenhammar, Axel Skogberg och Julius Jimenez Hugoson.

### Isabelle Andersson
Isabelle Andersson är en flicka som är Sunes lillasyster. Hon föds i boken Självklart, Sune och döps i Sune och Svarta Mannen, och är 9 år yngre än Sune. Hon föds dock även i filmen Håkan Bråkan & Josef och då går Håkan i skolan. I andra filmversioner medverkar hon inte (förutom den danska filmen Sunes familj). Hon medverkar heller inte i TV-serierna Sunes jul och Sune och hans värld.

### Karin Andersson
Karin Andersson är Sunes mamma. Hon arbetar på biblioteket, och tycker inte om serietidningar, vilket är världsförbjudet där, en referens till serietidningsdebatten. Hon har ibland skildrats som rökare, och är rädd för att åka flygplan. I film- och TV-versioner av berättelserna om Sune och Håkan har hon spelats av Carina Lidbom, Tintin Anderzon, Anja Lundqvist och Sissela Benn.

### Rudolf Andersson
Rudolf Andersson är Sunes pappa. Han arbetar på kontor. I TV och film spelar hans klantighet en viktigare roll än i böckerna. I film- och TV-versioner av berättelserna om Sune och Håkan har han spelats av Peter Haber, Per Svensson, Morgan Alling och Fredrik Hallgren.

### Sune Andersson
Sune är seriens huvudfigur.

## Familjen Blixt

### Ragnar Blixt
Ragnar Blixt är Sophies pappa. Han har smeknamet "Skruttdegen" som han har fått av Sophie.

### Pär Blixt
Pär Blixt är Sophies lillebror. Han kallas även för "Pär Päron", och är Håkans lekkamrat.

### Sophie Blixt
Sophie Blixt, fullt namn Lina Sophie Blixt, är en flicka som är granne med Sune, och bor på Trollvägen 7 i Glimmerdagg. Hennes mamma heter Yvonne, och hennes pappa heter Ragnar. Hon har också en lillebror, Pär "Päron", som är kompis med Håkan. Sune och Sophie är barndomsvänner, och Sophies tjejbästis heter Sara.
Hennes personlighet har utvecklats med seriens gång.
I den tecknade TV-serien Sune och hans värld är Sune och Sophie främst bästa vänner. Hon hjälper Sune att få den rätta tjejen, men hon är inte heller rädd att skydda andra barn, eller säga sin mening. Hon är vegetarian och äter inte kött.

### Yvonne Blixt
Yvonne Blixt är Sophies mamma.

## Sunes skolkamrater

### Conny Bertilsson
Conny Bertilson är en av Sunes killkompisar när han flyttar till ny stad, och tar hand om honom i tredje klass på Adolfinaskolan i Sune och Svarta Mannen. När Sune försöker reta Conny blir han ändå inte arg, och Conny själv påstår det beror på att han inte lyssnar på popmusik utan på klassiska verk.

### Jennifer Blomberg
Jennifer Blomberg är en flicka i Sunes parallellklass i tredje klass, då han flyttar till en ny stad i Tjejtjusaren Sune. Sune intresserar sig för henne.

### Joakim Fröberg
Joakim Fröberg är Sunes bästa killkompis. Hans mor heter Siw. I den tecknade TV-serien "Sune och hans värld" har hans roll ersatts av en annan figur, Herman.

### Maria Perez
Maria Perez är en flicka som medverkar första gången i Sune börjar tvåan, och Sune tycker om henne. Hennes kusin heter Alfonsin Perez. Hon har invandrarbakgrund. och härstammar från Argentina.

### Övriga barn
Bland andra skolkamrater finns Sophies tjejbästis Sara, samt Malin, Jyri, Andreas, Miklos och Petter. I Sagan om Sune berättas om hur lekar som bollen i burken drar till sig barn och ungdomar ända upp i högstadieåldern. I Sunes sommar förälskar sig Sune i en flicka vid namn Cornelia, medan han i Sune i Grekland faller för Hedda. I Familjen Anderssons sjuka jul tycker han om astmasjuka flickan Elin.

## Lärare

### Ulla-Lena Frid
Ulla-Lena Frid är Sunes lågstadielärare på Söderskolan.

## Familjen Anderssons grannar
Bland grannarna finns "tant Gunnarsson", som bland annat förekommer i Sunes jul.

## Annas pojkvänner
Om Annas pojkvänner, som av Sune kallas för "låtsasgubbar", berättas det ibland. En av dem är Karl-Jörgen, som medverkar i Sune börjar tvåan.

## Djur
Om djur berättas det också i Sunes universum. "Persson" är familjen Anderssons katt. Katten avlider i Fy katten, Sune. och familjen skaffar sig då en ny kattunge, "Blå Kongo". I filmenHåkan Bråkan & Josef får Håkan en sköldpadda, Josef.

## Kramdjur
Sunes krambjörn kallas Bertil Andersson, och Joakims tygapa heter Apansson Fröberg.